# Pavel Banya (huyện)
Pavel Banya là một huyện thuộc tỉnh Stara Zagora, Bungaria. Dân số thời điểm năm 2001 là 15891 người.